# Варнас, Эгидиюс
Эгидиюс Варнас (лит. Egidijus Varnas; 31 июля 1975, Утена) — литовский футболист, нападающий, тренер. Выступал за сборную Литвы.

## Биография
Воспитанник футбольной секции города Утена. Начал взрослую карьеру в местном «Утенисе», игравшем в низших лигах Литвы. В сезоне 1995/96 дебютировал в высшей лиге Литвы в составе «Укмерге», сыграв за неполный сезон 7 матчей, но затем вернулся в родной клуб. В ходе сезона 1996/97 перешёл в другой клуб высшего дивизиона — «Экранас» (Паневежис), где смог закрепиться в основном составе и за следующие пять лет провёл более 120 матчей. Бронзовый призёр чемпионата Литвы 1997/98, обладатель Кубка Литвы 2000 года. В 2001 году за неполный сезон забил 14 голов, что позволило ему стать четвёртым бомбардиром чемпионата.
Летом 2001 года перешёл в клуб второго дивизиона Израиля «Хапоэль» (Кфар-Саба), с которым одержал победу в турнире, забив за сезон 12 голов. Затем играл за другие клубы второго дивизиона Израиля, выступавшие не так успешно — «Хапоэль» (Хайфа), «Хакоах» (Рамат-Ган), «Хапоэль Цафририм» (Холон).
В 2005 году вернулся на родину и провёл один сезон в составе аутсайдера высшей лиги «КФК Шяуляй». Затем перешёл в свой прежний клуб «Экранас», где отыграл ещё восемь сезонов в самый успешный период истории клуба, став за это время пятикратным чемпионом Литвы (2008—2012), серебряным (2006) и бронзовым (2007, 2013) призёром чемпионата, обладателем Кубка Литвы (2010, 2011). В 2009 году стал пятым бомбардиром чемпионата (10 голов). В конце карьеры играл за «Утенис» во втором дивизионе и за дублирующий состав этого клуба.
Всего забил 101 гол в высшем дивизионе Литвы.
В национальной сборной Литвы сыграл два матча в 2001 году в рамках Кубка Балтии. Дебютировал 4 июля 2001 года в игре против Эстонии.
После окончания игровой карьеры стал работать тренером в родном городе. В 2016—2017 годах тренировал второй состав «Утениса», в 2016 году привёл команду к победе в зональном турнире третьей лиги. С 2018 года возглавлял основную команду «Утениса».